# Desfibrilación y cardioversión eléctrica
La desfibrilación y la cardioversión eléctrica (choque eléctrico externo) son dos tipos de terapia que mediante la aplicación de un choque eléctrico de corriente continua consigue revertir distintos trastornos del ritmo cardíaco. Su alta eficacia, facilidad de aplicación y seguridad han contribuido a su gran difusión, estando disponibles en casi todos los ámbitos de la asistencia sanitaria, e incluso los automáticos en lugares públicos, pudiendo ser utilizados sin personal sanitario.
La desfibrilación se utiliza en los casos de parada cardiorrespiratoria, con el paciente inconsciente, que presenta fibrilación ventricular o taquicardia ventricular sin pulso. Son mortales sin tratamiento.
La cardioversión eléctrica se emplea para revertir las arritmias reentrantes, especialmente la fibrilación ventricular. El choque eléctrico es sincronizado con la actividad eléctrica del corazón. Puede ser administrado de forma electiva o urgente, si la situación compromete la vida del paciente.

## Historia
El primer desfibrilador externo fue inventado por William Kouwenhoven en 1930.

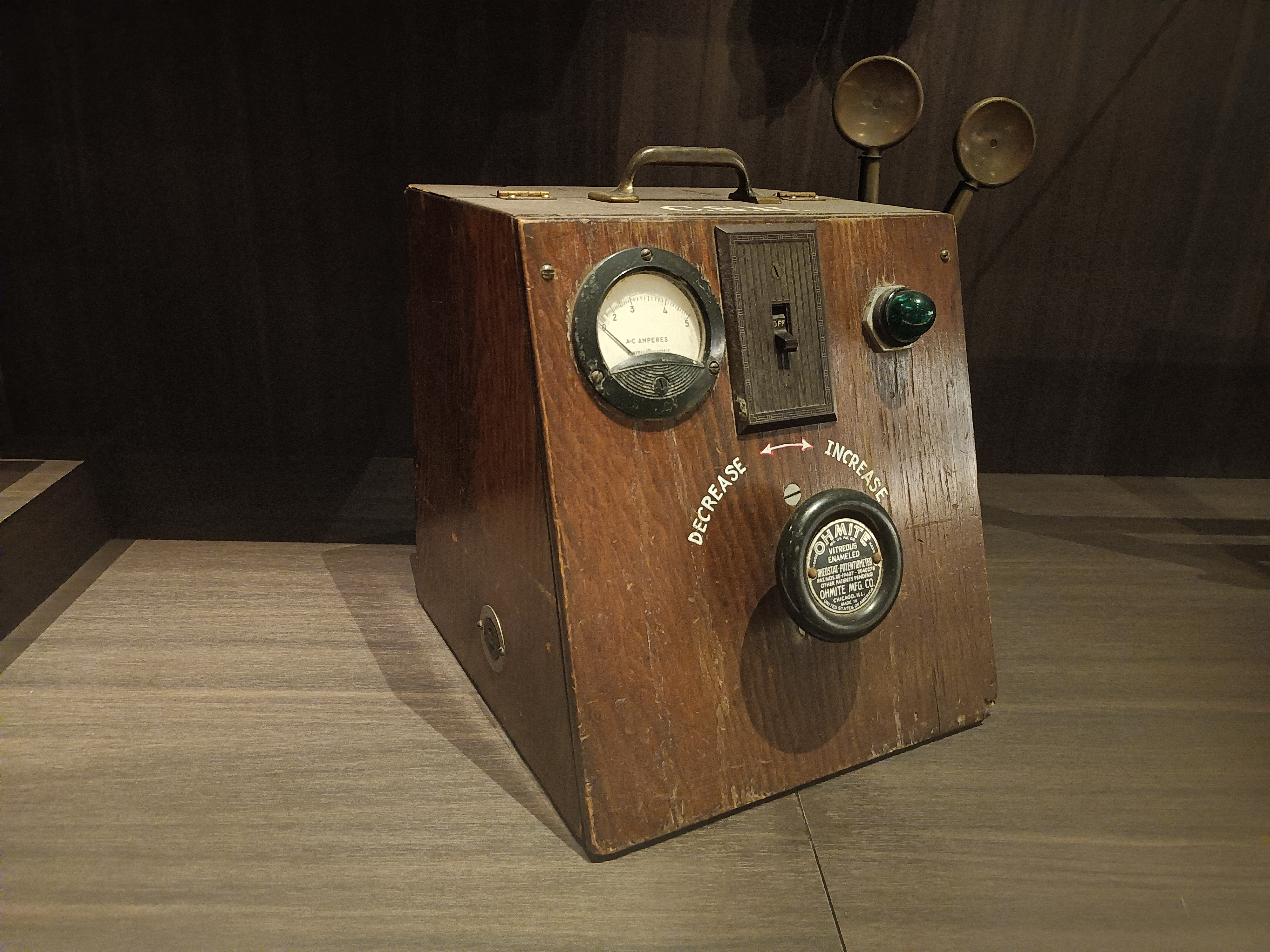
Desfibrillador temprano manufacturado en 1947.

Claude Beck realizó la primera desfibrilación en el curso de una intervención quirúrgica del corazón en 1947.

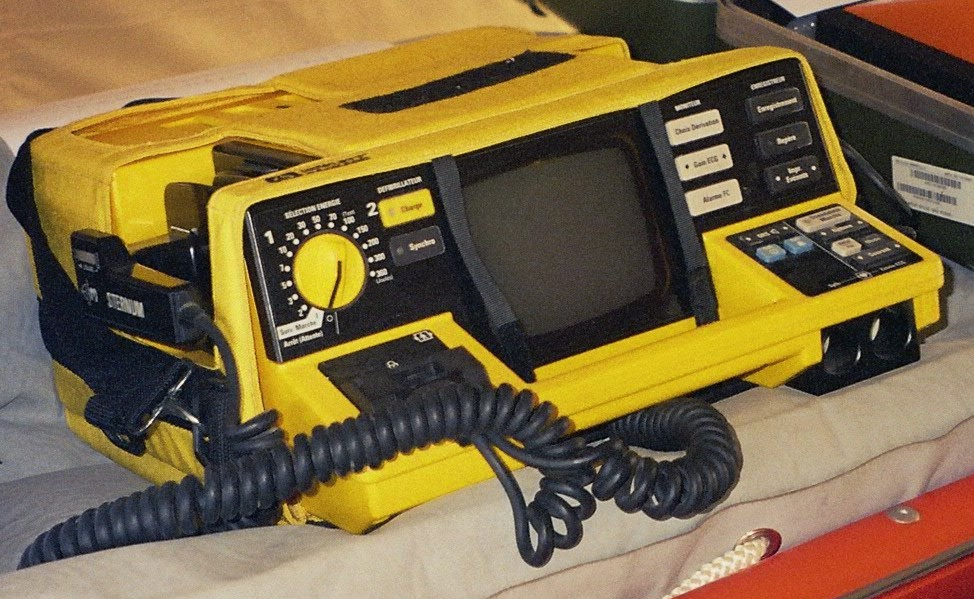
Desfibrilador manual.

La cardioversión se utilizó por primera vez en humanos en la década del '50 para el tratamiento de la fibrilación auricular mediante choques de corriente alterna, aunque éstos frecuentemente inducían fibrilación ventricular. 
Poco después, Lown y su equipo redujeron drásticamente esta complicación al realizar la cardioversión con corriente continua. 
Posteriormente, desaparecerían complicaciones al introducir la sincronización con la onda R del electrocardiograma (ECG), es decir emitir la descarga en el momento de la despolarización de los ventrículos, evitando hacerlo en la repolarización ventricular, la onda T del electrocardiograma.

El doctor Bernard Lown y el ingeniero Barouh Berkovits inventaron el desfibrilador moderno con electrodos para la resucitación cardíaca.

En esta imagen se ve el impulso eléctrico normal que produce la despolarización y la correspondiente contracción muscular. Debajo, su reflejo eléctrico en un electrocardiograma.

## Mecanismo de acción
El choque de corriente continua sobre el corazón provoca la despolarización simultánea de todas las células miocárdicas, que provocan una pausa para la repolarización; y posteriormente, si ha tenido éxito, el corazón retoma el ritmo eléctrico normal, con la despolarización y contracción muscular, primero de las aurículas y posteriormente de los ventrículos.
El éxito del tratamiento depende tanto de la patología del paciente como de la densidad de corriente que se alcanza en el miocardio.

## Tipos de aparatos

### Según la vía de acceso

#### Desfibrilador externo

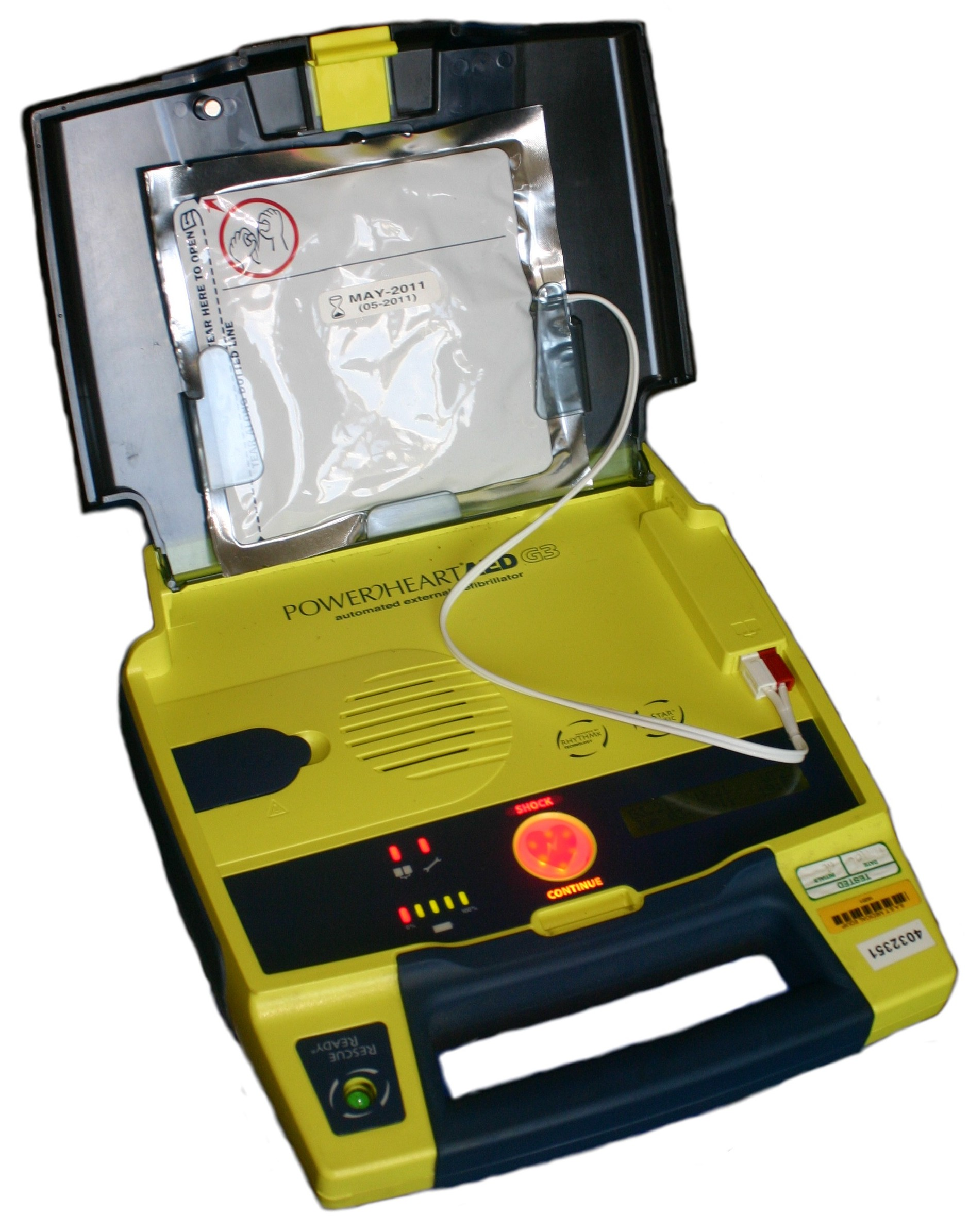
Un Desfibrilador Externo Automático.

La energía se administra con unas palas o electrodos colocados en el tórax, en la superficie cutánea.
- Desfibrilador-cardioversor manual o convencional. Es el utilizado por los equipos médicos. En él se visualiza en una pantalla una tira de ritmo del electrocardiograma y el médico decide la intensidad y si se sincroniza la descarga con la onda R. En caso de no sincronizar se estaría realizando una desfibrilación y si se sincroniza una cardioversión.
- Desfibrilador externo automático (DEA), que puede ser semi-automático (DESA). Son modelos que detectan la arritmia y avisan al operador para que libere la energía, o, si son completamente automáticos, no requieren la intervención del operador para liberar la energía.

#### Desfibrilador interno
La energía se administra desde el endocardio, mediante cables-electrodos. Se precisa mucha menor cantidad de energía. Esta es la técnica que utiliza el desfibrilador automático implantable (DAI) en que el generador está implantado en el tejido subcutáneo con cables-electrodos generalmente situados en las cavidades cardíacas derechas. Los modelos actuales son de onda bifásica. Se colocan en pacientes con especial riesgo de presentar una fibrilación ventricular.

### Según el tipo de energía

#### Monofásicos
Son los empleados hasta ahora, y aunque son los más utilizados en la actualidad se han dejado de fabricar. Descargan corriente unipolar, es decir una sola dirección del flujo de corriente. La dosis habitualmente empleada en una desfibrilación con este aparato es de 360 joules.

Representación esquemática de un sencillo desfibrilador.

Dentro de este grupo existen dos formas de ondas, la monofásica amortiguada sinusoidal en el que el flujo de corriente vuelve a cero gradualmente y la monofásica truncada exponencial en el que es terminada electrónicamente antes de que el flujo de corriente alcance el cero.

#### Bifásicos
Descargan corriente que fluye en una dirección positiva durante un tiempo determinado antes de revertirse y fluir en dirección negativa durante los restantes milisegundos de la descarga. Son más eficaces, precisando aproximadamente la mitad de energía que los monofásicos. En el frontal del aparato debería mostrar el rango de dosis efectiva. Si se desconoce se utilizará 200 julios. Generalmente se utilizan de 2 a 4 Julios/Kg para niños en el caso de desfibrilación. Y de 0,5 a 1 J/Kg en caso de cardioversión.
Este grupo tiene dos principales formas de onda, bifásica truncada exponencial y la bifásica pulsada. Se desconoce si la forma de la onda tiene diferente eficacia.

## Indicaciones, contraindicaciones y complicaciones

### De la desfibrilación

#### Indicaciones

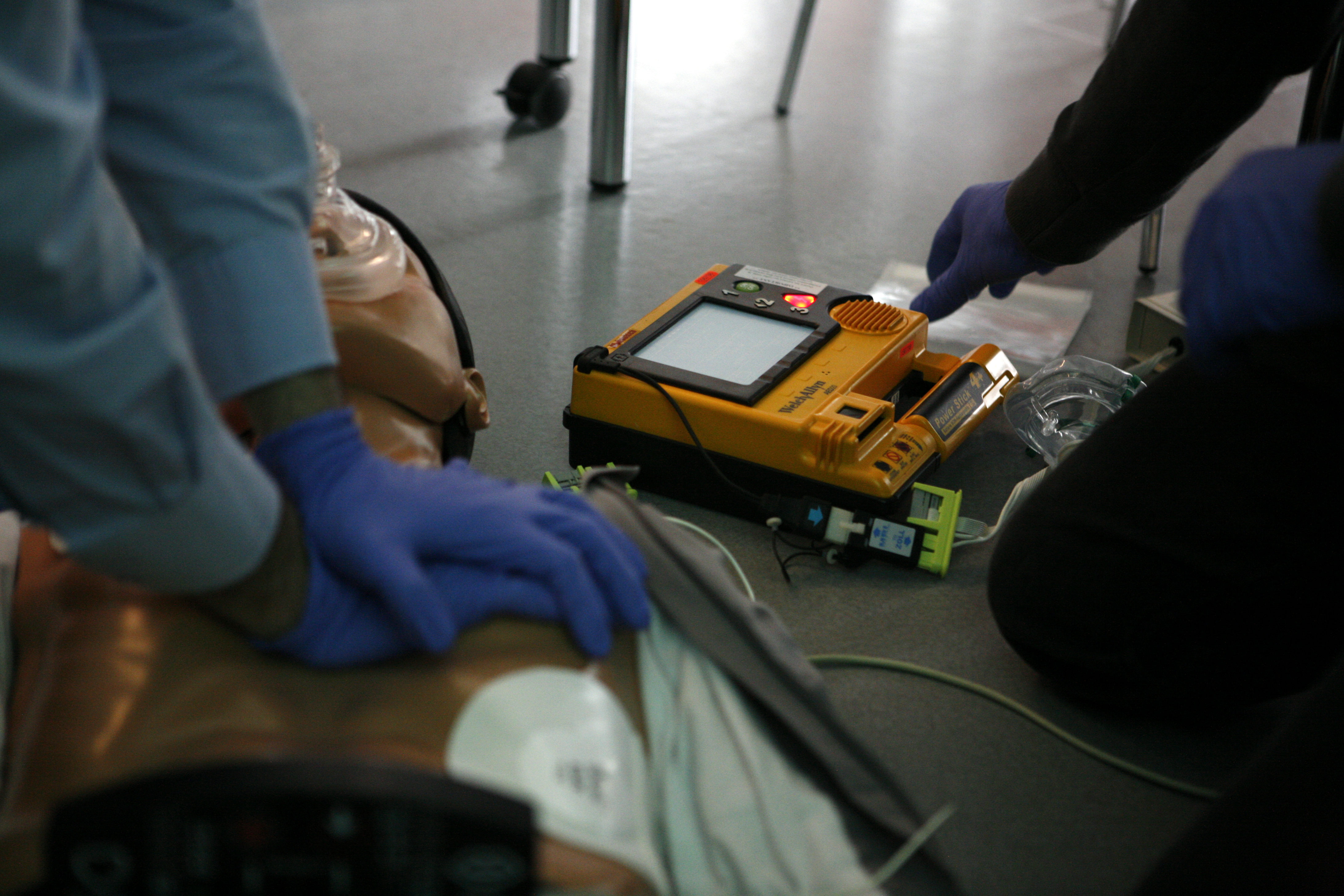
Situación de reanimación cardiopulmonar intercalada con la desfibrilación de desfibrilador.

La indicación de la desfibrilación es para dos tipos de parada cardiorrespiratoria: 
- La fibrilación ventricular: en que el corazón presenta actividad eléctrica totalmente desorganizada que produce contractura de las células miocárdicas de forma totalmente anárquicas. Se visualiza en el ECG como unas ondas totalmente irregulares.
- La taquicardia ventricular sin pulso: el corazón presenta actividad eléctrica que produce contractura de las células miocárdicas, pero sin eficacia como bomba. Se visualiza en el ECG como ondas QRS anchas y de muy alta frecuencia de 200 por minuto e incluso más.

Estas dos taquiarritmias son la causa más frecuente de la parada cardíaca extrahospitalaria en adultos y la desfibrilación es su tratamiento más eficaz. La eficacia disminuye con el tiempo. La desfibrilación precoz, en menos de cinco minutos en zona extrahospitalaria y menos de tres en los hospitales, es fundamental para el éxito, con tasas que oscilan entre el 49 y el 75 %. Cada minuto de retraso en la desfibrilación reduce la probabilidad de supervivencia al alta en un 10-15 %. De ahí que la dotación de desfibriladores externos automáticos se amplien a lugares concurridos como aeropuertos, instalaciones deportivas y también a personal no sanitario de emergencias como policías y bomberos.
En niños estos procesos son muy poco frecuentes.
En cualquier caso, ante la situación de ver a una persona entrar en parada cardíaca (interrupción de los latidos del corazón), los protocolos de primeros auxilios incluyen enviar a alguien a conseguir un desfibrilador en el entorno (pues son muy comunes en la actualidad) y utilizarlo (pues están automatizados y su uso es fácil), por si acaso fuese eso lo que solucionase el problema .

#### Contraindicaciones
No es eficaz, y no se debe utilizar, en la parada cardiorrespiratoria cuando cursa con asistolia, es decir cuando no hay actividad eléctrica, ni bombeo sanguíneo. En el ECG aparece una línea isoeléctrica, plana. Ni tampoco en el caso de Actividad Eléctrica Sin pulso (AESP) que antes se denominaba disociación electromecánica, en el que hay cualquier actividad eléctrica que en teoría puede ser eficaz, pero no hay bombeo sanguíneo. En el ECG aparece cualquier transmisión eléctrica en el corazón, incluida una imagen normal. Estos dos casos es preciso tratar la causa subyacente para poder conseguir salvar al paciente y aun así con posibilidades muy escasas, sobre todo en el caso de la asistolia.

### De la cardioversión

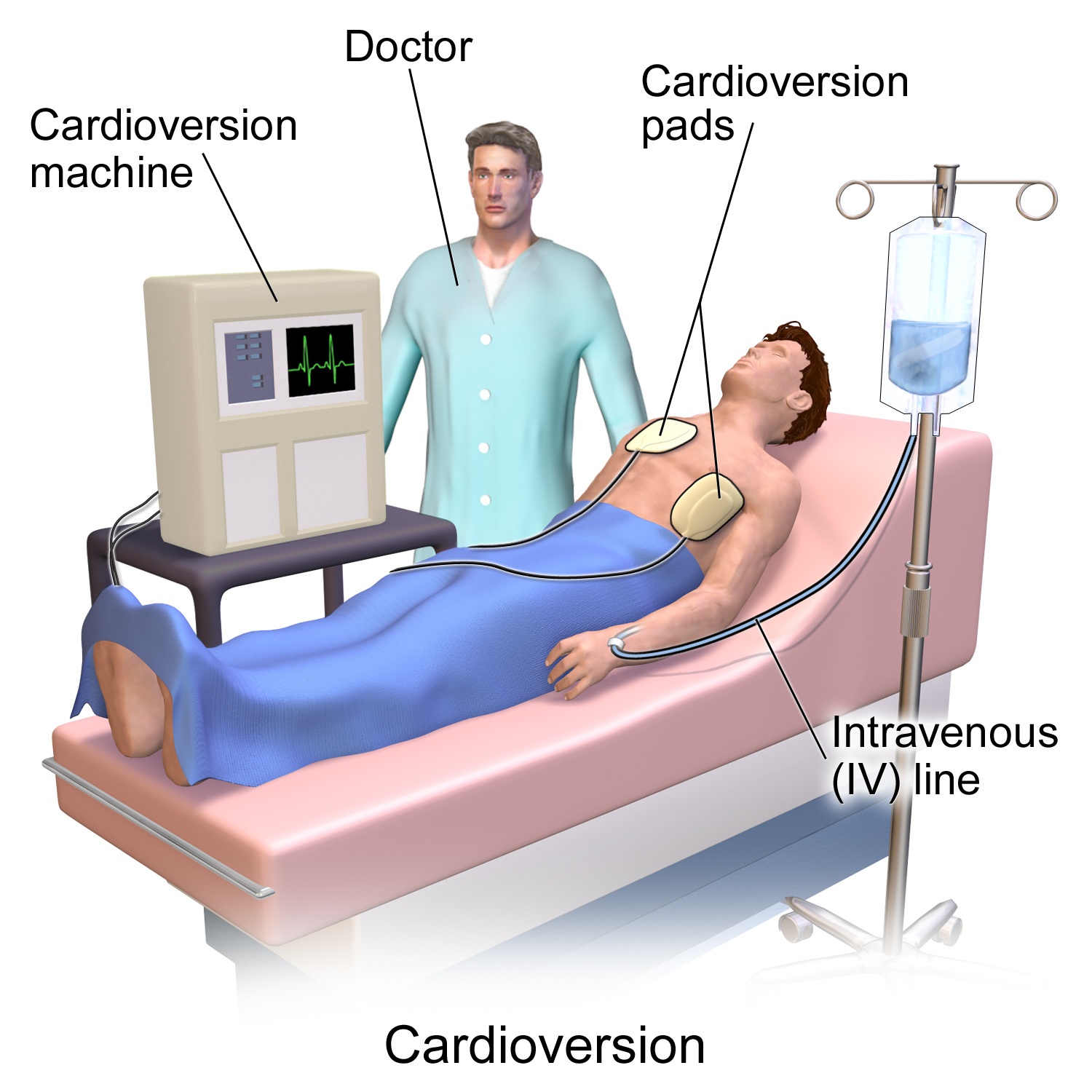
Representación gráfica de una cardioversión.

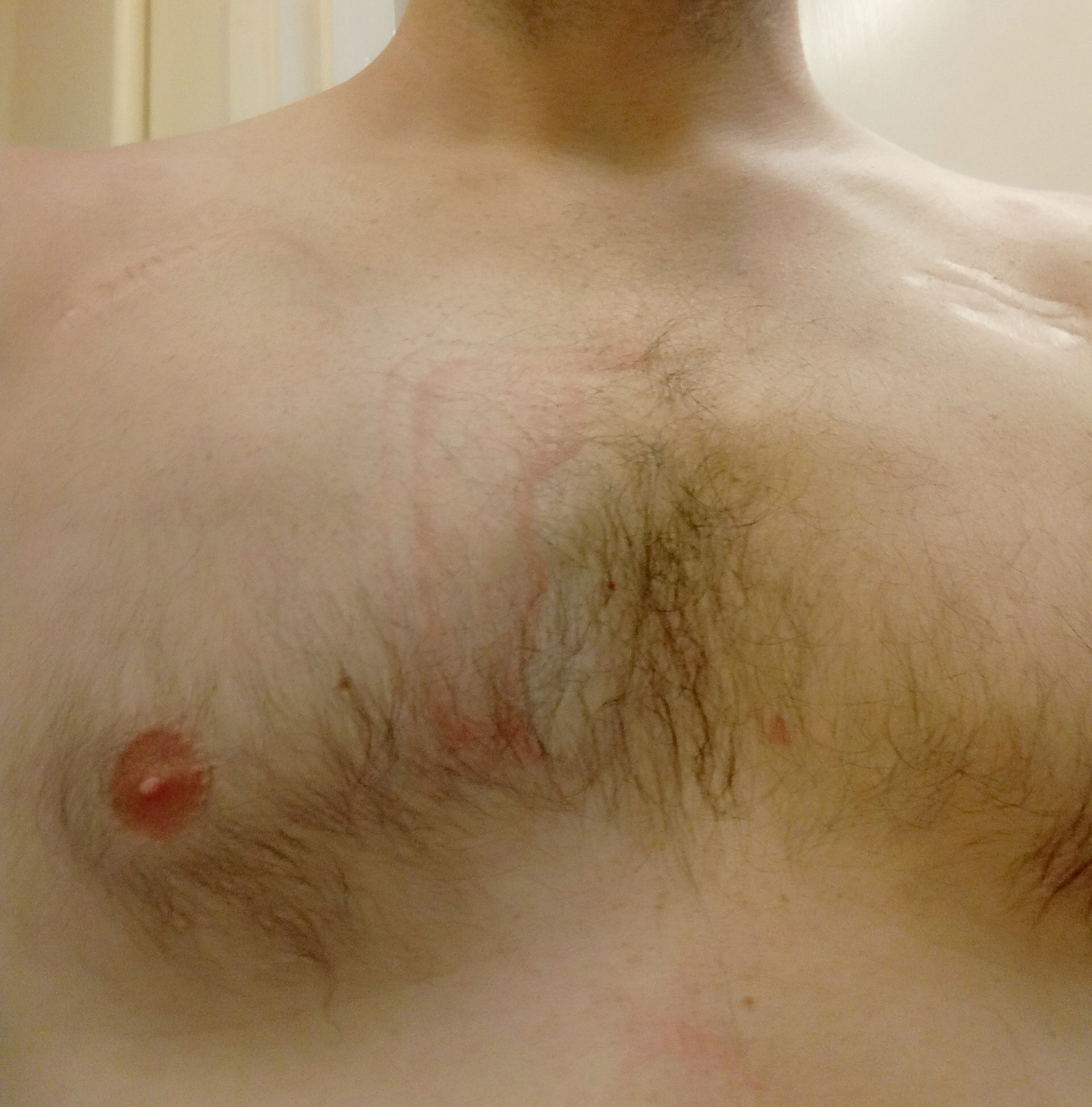
Ejemplo de marca dejada por una cardioversión eléctrica al cabo de un día.

#### Indicaciones
La cardioversión solo la realizará un equipo médico o personal capacitado para tal procedimiento. Precisa un desfibrilador manual con el que poder realizar la descarga eléctrica de forma sincronizada con la onda R. El paciente aunque puede estar grave, está respirando y puede estar consciente. Precisará analgesia y sedación o anestesia. 
Hay que considerar varios aspectos:
- Es el método más efectivo para restaurar, de forma inmediata, el ritmo sinusal (el normal), y por tanto el mejor en situaciones de urgencia.
- La duración de la fibrilación auricular es un predictor adverso de eficacia, en mayor medida en la cardioversión farmacológica que en la eléctrica.
- Es un procedimiento seguro con las debidas precauciones.

##### Cardioversión urgente
- Cualquier taquicardia que produzca síntomas severos, generalmente estas tienen una frecuencia superior a 150 latidos por minuto.
- fibrilación auricular de reciente comienzo (menos de 48 horas) con respuesta ventricular rápida y evidencia de infarto agudo de miocardio, hipotensión arterial sintomática, angina o insuficiencia cardíaca que no responden pronto a las medidas farmacológicas.
- Taquicardia ventricular sin pulso.
- Taquicardia de QRS ancho y sospecha de cardiopatía. Es decir que se sospecha que son de origen ventricular, ya que existen otras anomalías que pueden producir QRS ancho.

##### Cardioversión electiva
Se puede elegir este tratamiento en otros casos, pero valorando los pros y los contras, pudiendo realizar de forma alternativa una cardioversión farmacológica:
- Aleteo auricular persistente.
- fibrilación auricular cuando es persistente con síntomas no aceptables; cuando es el primer episodio, para acelerar el paso a ritmo sinusal; si es persistente y hay bajo riesgo de recurencia precoz; u otros casos de indicación médica. La duración de la fibrilación auricular es un predictor adverso de eficacia.

#### Contraindicaciones
No se deberá utilizar en:
- Taquicardia con terminaciones y reinicios espontáneos que no produzca inestabilidad, síntomas graves.
- Fibrilación auricular paroxística (de inicio repentino y autolimitada), con episodios de corta duración.
- Arritmia en la intoxicación digitálica.
- Fibrilación o fluter auricular sin una adecuada anticoagulación. No hace falta anticoagular si su inicio es menor a las 48 horas, porque no ha dado tiempo para que se forme un trombo en la aurícula.
- Fibrilación auricular con múltiples recurrencias tras cardioversiones y a pesar de tratamientos farmacológicos profilácticos.

#### Complicaciones de la cardioversión eléctrica
Como en todo acto médico, la evolución puede que no sea buena a pesar de realizarlo correctamente, pudiendo aparecer las siguientes complicaciones:
- La mortalidad es inferior al 1 %.
- Puede ocurrir embolismo en 1-7 % en caso de Fibrilación auricular de más de 48 horas de evolución, es decir desde que se inició; y de 0,6 % si ha sido anticoagulado, al menos, durante las tres semanas previas y las cuatro posteriores.
- Inducción de fibrilación ventricular.
- Agravamiento de la insuficiencia cardíaca.
- Aparición de otro tipo de arrítmias, ya sean rápidas (taquiarritmias) o lentas (bradiarritmias).
- Quemaduras cutáneas en la zona de la aplicación de las palas (electrodos). Para evitarlo se pone en las mismas un gel conductor.
- Dolor en la zona de aplicación eléctrica.
- Depresión respiratoria que puede requerir intubación.

## Utilización de un desfibrilador

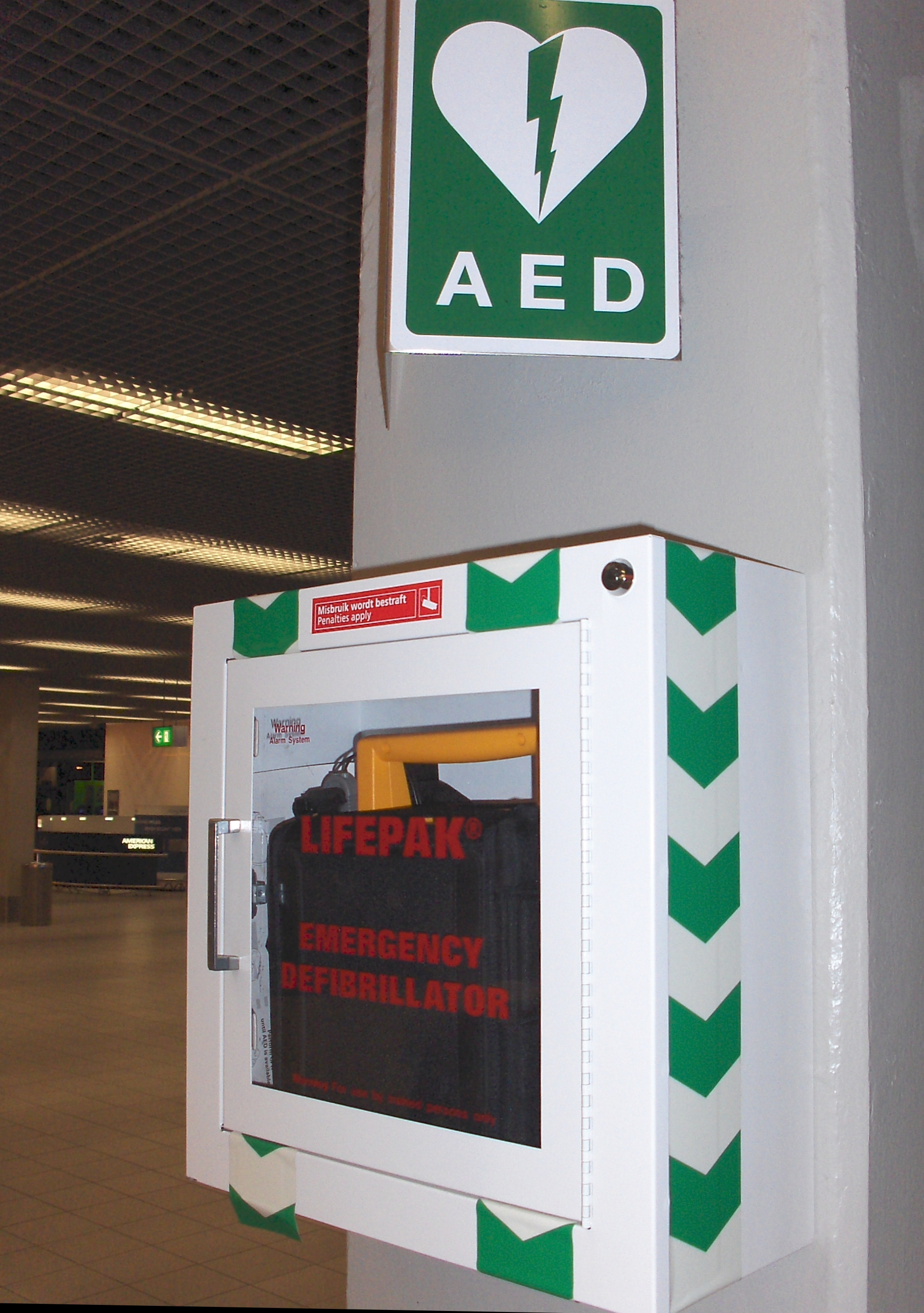
Un desfibrilador automático portátil guardado en el aeropuerto de Ámsterdam. Arriba aparece el símbolo de desfibrilador.

Los desfibriladores pueden ser automáticos (desfibriladores externos automáticos, llamados DEA o AED, incluyendo a los semiautomáticos, llamados DESA), todos ellos colocados en sitios públicos y preparados para ser manejados en una emergencia por cualquier usuario, o manuales, para personal médico y habitualmente en centros médicos.
Los desfibriladores externos automáticos (DEA, en inglés AED) y los semiautomáticos (DESA) son portátiles y normalmente ellos mismos van guiando acerca de cómo manejarlos mediante instrucciones de voz grabadas. En cualquier caso, se describe a continuación la secuencia de las acciones a seguir en caso de emergencia.

### Secuencia de uso de un Desfibrilador Externo Automático (DEA / AED / DESA)
1. Si está en paro cardiorrespiratorio (su corazón no late, y ella no respira, y está inconsciente aproximadamente), pedir ayuda, llamar al teléfono de emergencias del lugar, y pedir un Desfibrilador Externo Automático (DEA, en inglés 'AED': 'automated external defibrillator', o su versión semiautomática: DESA).
2. Proceder a quitar a la víctima la ropa de cintura para arriba, cortándola si es preciso.
3. Hacer una reanimación cardiopulmonar (RCP) hasta que llegue el desfibrilador.
  - En adultos y niños, hacer compresiones en el centro de su pecho con una mano sobre la otra (con dos dedos en bebés). La frecuencia de compresiones es de 100 a 120 por minuto (casi dos por segundo), al mismo ritmo. Tras cada compresión, dejar que el pecho vuelva a levantarse del todo. Cada 30 compresiones, hacer 2 ventilaciones cerrando la nariz de la víctima e insuflando aire en su boca. Nunca detener las compresiones, incluso mientras es colocado el DEA, solamente dejar de realizarlas cuando el DEA ya esté encendido y claramente lo indique.
4. Antes de la desfibrilación, preparar al paciente :
  - Si está mojado, apartarlo de las humedades y secarlo. La descarga sería menos eficaz si se transmite por el agua que empapa la piel; además, si el suelo está mojado, podría transmitir la descarga al reanimador.
  - Si tiene mucho vello, conviene rasurarle la zona de implantación de los electrodos (sin retrasar la desfibrilación por eso).
5. Tan pronto llegue el desfibrilador, encenderlo y fijar los electrodos en el paciente.Posición de los electrodos de un desfibrilador

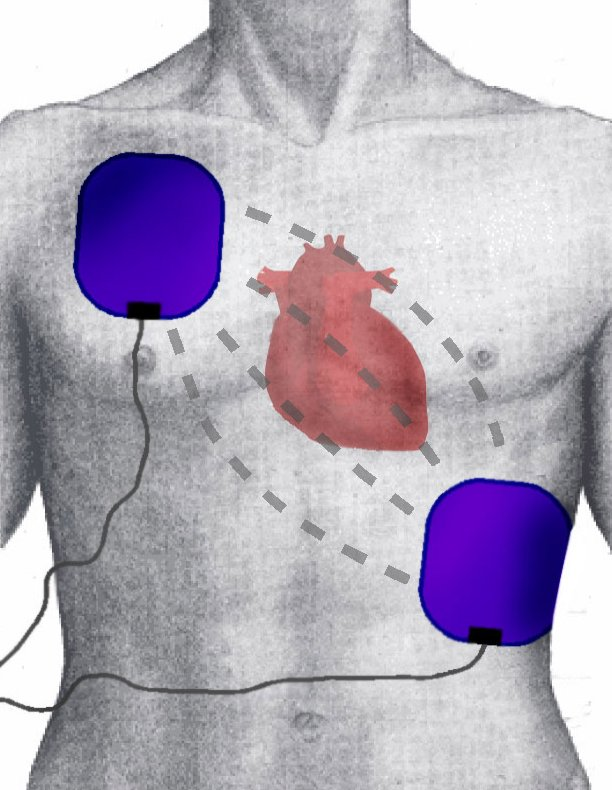
Posición de los electrodos de un desfibrilador

  - Los electrodos se colocan tal como aparece en la imagen de la derecha. Aproximadamente: en el cuarto o quinto espacio intercostal, en la línea medio clavicular izquierda "apex" (es decir: en la zona inferior izquierda del tórax), y en el segundo o tercer espacio intercostal paraesternal derecho, en "vertex" (es decir: debajo de la clavícula derecha), .
  - Cuerpos pequeños: en niños de entre 1 y 8 años y en general en cuerpos de tamaño similar de hasta 25 kg aproximadamente, la American Heart Association (AHA) recomienda que el uso prehospitalario de un DEA sea con electrodos de menor tamaño, pediátricos, con dosis pediátricas. A partir de los 8 años se utilizará el de adultos. En el caso de los menores de un año, la AHA no lo recomienda ni lo desaconseja. En caso de no poseer los electrodos pediátricos, utilizar los electrodos para adulto. Si por las dimensiones no se pueden colocar correctamente, colocar uno en el pecho y el otro en la espalda, sin importar cuál poner en cada lugar.
6. Seguir las directrices de voz/visuales del aparato. Si es requerido, como en desfibriladores semiautomáticos, pulsar en el botón de "análisis". 

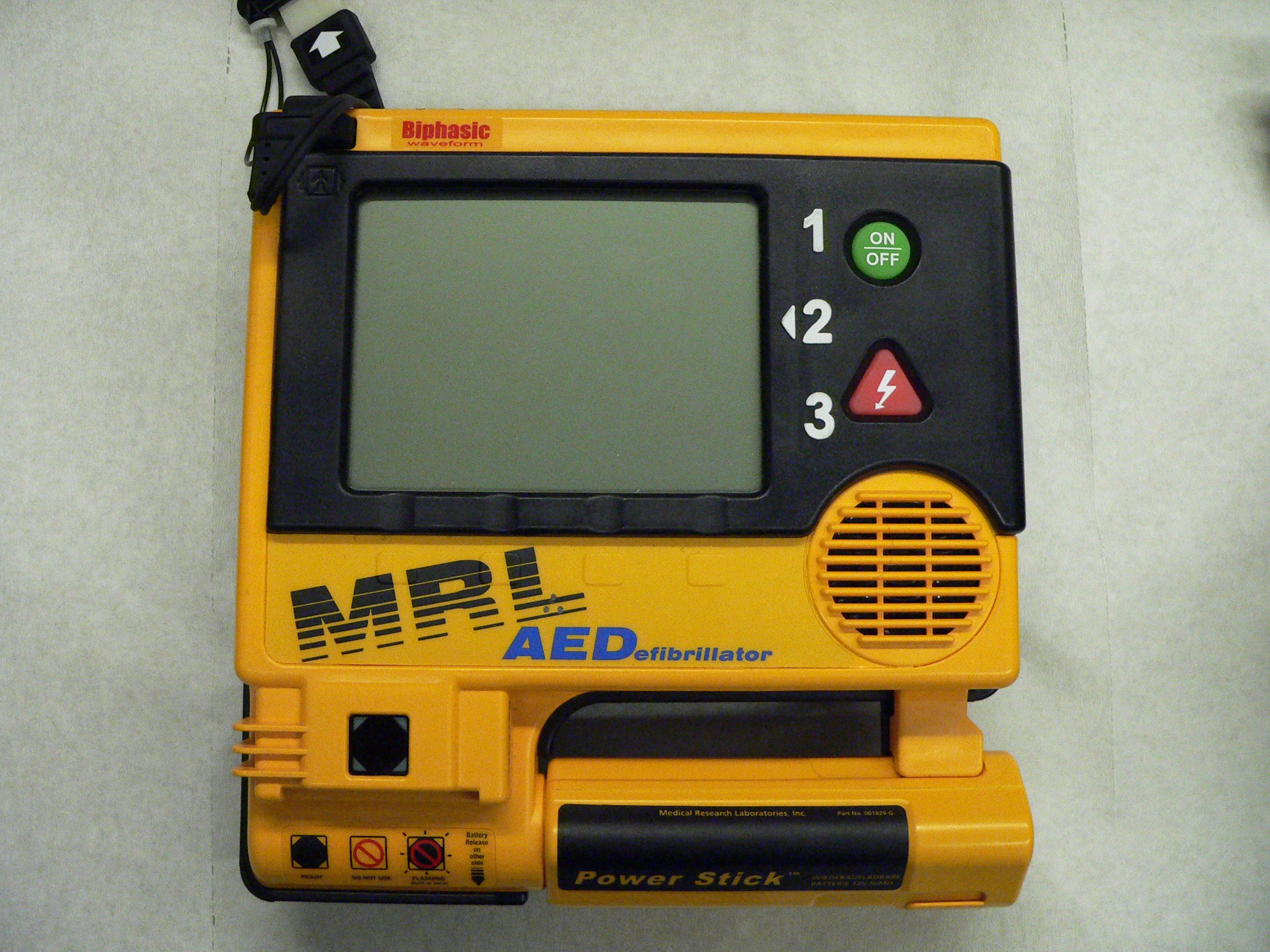
Un desfibrilador portable

  - Asegurarse de que nadie toque al paciente en el momento del análisis, para evitar interferencias.
7. Si está indicado, hacer alguna descarga eléctrica.Un desfibrilador portable
  - Asegurarse de que nadie toque a la víctima durante la descarga.
  - Si el desfibrilador es semiautomático, avisar de alejarse en ese momento y pulsar en el botón de descarga. Si el desfibrilador es completamente automático, la descarga será inmediata tras alguna advertencia de alejamiento.
  - Tras la descarga, reiniciar inmediatamente la reanimación cardiopulmonar (RCP).
8. Si no está indicada la descarga eléctrica, y es necesario (en una víctima inconsciente que no respira), continuar realizando la reanimación cardiopulmonar (compresiones y ventilaciones hechas directamente por algún rescatador), hasta que el desfibrilador realice un nuevo análisis. Los DEA realizan análisis cada 2 minutos siempre que éste se encuentre correctamente colocado y encendido.
9. Continuar haciendo reanimación cardiopulmonar y atendiendo a los mensajes del desfibrilador hasta que:
  - La víctima se recupere, es decir: se mueva, abra los ojos y respire con normalidad. Si es así, colocarla tumbada en posición lateral sobre su costado derecho hasta que llegue la ayuda cualificada.
  - Lleguen servicios médicos profesionales y se ocupen de la víctima. El rescatador seguiría haciendo la reanimación cardiopulmonar (RCP) hasta entonces, por si acaso la víctima puede mantenerse con vida así. Si el rescatador queda demasiado cansado, otra persona podría sustituirlo en la reanimación cardiopulmonar (RCP) inmediatamente.

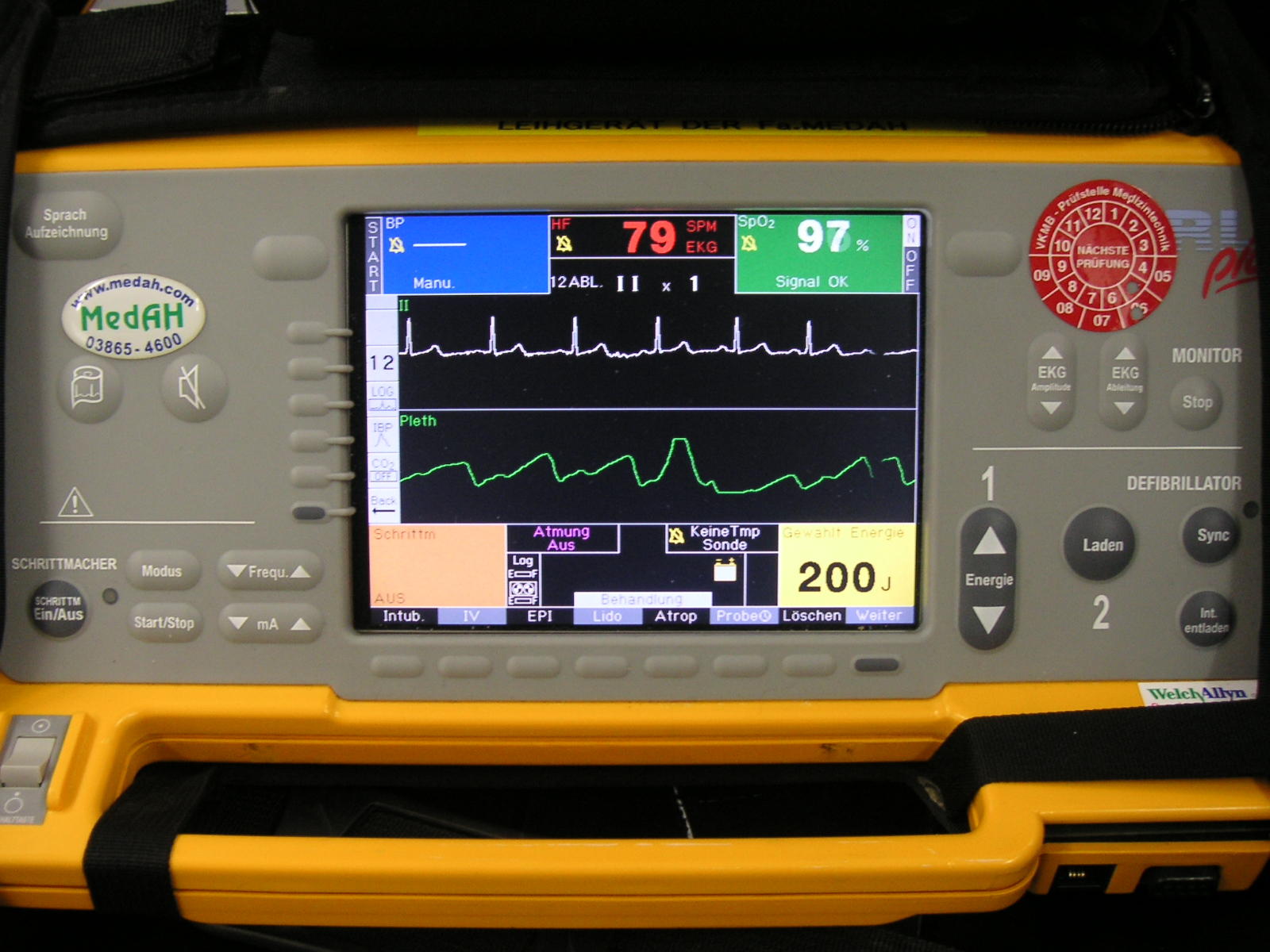
Monitor de un desfibrilador manual.

### Uso de un desfibrilador manual
Será manejado por un personal médico. En la desfibrilación la secuencia será similar a la relatada, combinándola con medicación, y se intentará tratar la causa fundamental desencadenante.
La dosis de energía para niños es menor, aproximadamente 4 joules por kilo de forma inicial, tanto para el monofásico como para el bifásico manual.
En la cardioversión se procederá a añadir analgesia, sedación y/o anestesia. La dosis aplicada depende de la arritmia, precisando en muchos casos una descarga menos intensa que en la desfibrilación.